# Кернахан, Алан
Алан Найджел Кернахан (англ. Alan Nigel Kernaghan, род. 25 апреля 1967 в Отли, Англия) — ирландский профессиональный футболист. Участник чемпионата мира по футболу 1994 года.

## Биография
Родился в Отли, Йоркшир, Англия, затем вместе с семьёй переехал в североирландский Бангор. Выступал за юношеские сборные Северной Ирландии, но, в соответствии с политикой IFA, не привлекался в национальную сборную, поскольку ни он сам, ни его родители не были рождены в Северной Ирландии. Однако имел ирландские корни, благодаря чему получил гражданство Республики Ирландия и был вызван Бобби Чарльтоном в национальную сборную Ирландии, в составе которой принял участие в чемпионате мира по футболу 1994 года в США.